# コーリオ
コーリオ（伊: Corio）は、イタリア共和国ピエモンテ州トリノ県にある、人口約3,200人の基礎自治体（コムーネ）。

## 地理

### 位置・広がり

#### 隣接コムーネ
隣接するコムーネは以下の通り。
- バランジェーロ
- コアッソーロ・トリネーゼ
- フォルノ・カナヴェーゼ
- グロッソ
- ロカーナ
- マーティ
- ノーレ
- プラティリオーネ
- ロッカ・カナヴェーゼ
- スパローネ

## 行政

### 分離集落
コーリオには、以下の分離集落（フラツィオーネ）がある。
- Benne, Case Abate, Case Calvet, Case Vergone, Colle Forcola, Colle Secchie, Cudine, Piano Audi, Ritornato, San Pietro, Sant'Antonio, Vilà